# Horsfjärdskatastrofen

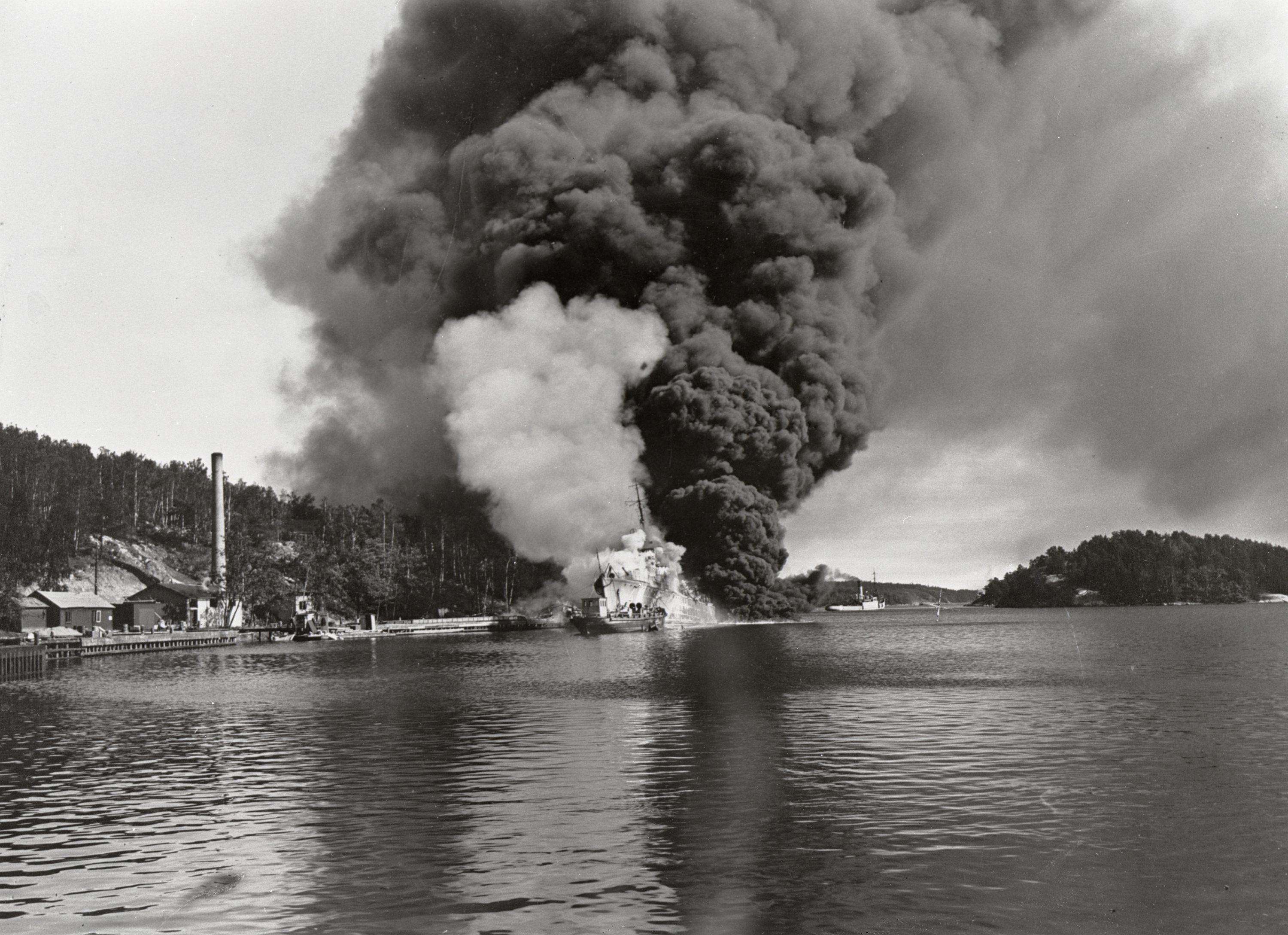
i lågor och på väg att sjunka.

Horsfjärdskatastrofen, Horsfjärdenolyckan eller Jagarolyckan var en kraftig explosion som inträffade vid örlogsbasen Märsgarn i Horsfjärden och Stockholms södra skärgård den 17 september 1941, då ett antal fartyg inom svenska flottan förstördes och 33 personer omkom.

## Händelseförloppet

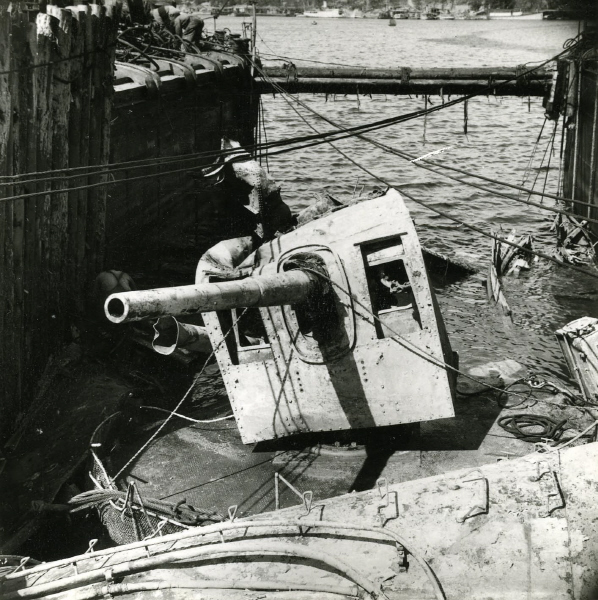
Kanontornet på efter olyckan.

Under andra världskriget inträffade ett antal olyckshändelser för vilka det inte alltid var lätt att klargöra om det var sabotageverksamhet som varit orsaken. Den 17 september 1941 inträffade katastrofen i Horsfjärden, den svenska flottans största förlust under beredskapsåren. Delar av Kustflottan befann sig på Horsfjärden varav pansarskeppen Sverige, Drottning Victoria och Tapperheten låg till ankars. En grupp flygplan från F 2 Hägernäs utförde anfallsövningar mot dessa fartyg. Anfallen insattes på låg höjd österifrån över ön Märsgarn, där jagarna Klas Uggla, Klas Horn och Göteborg låg förtöjda. Den fjärde jagaren i divisionen, Stockholm, befann sig under gång på Mysingen med avsikt att förtöja utanpå Göteborg, där man höll på med utbildning vid de aktra torpedtuberna.
Plötsligt inträffade en kraftig explosion akterut på Göteborg, omedelbart följd av en likadan på Klas Horn som låg närmast. Det var med all säkerhet de stridsladdade torpederna som exploderat. En häftig brand utbröt och brinnande olja rann ut på vattnet, vilket gjorde det omöjligt att bogsera undan de skadade fartygen för att rädda Klas Uggla som låg innerst. De två skadade fartygen bröts itu och sjönk inom en kvart. De osäkrade sjunkbomberna trasade sönder akterskeppen. Även Klas Uggla sjönk efter en timme som en följd av den brinnande oljan. Vid olyckan omkom 33 man. Jagarna Göteborg och Klas Horn bärgades och reparerades och var åter i tjänst hösten 1943. Klas Uggla bärgades men utrangerades på grund av alltför stora skador.
Det har aldrig blivit utrett vad eller vem som orsakade explosionen. Fältkrigsrätten avgav utslaget att sabotage var det troligaste, men att ingen sabotör kunnat anträffas och lagföras. De allierade (till exempel genom Malcolm Munthes engelska grupp eller den kommunistiska Wollweber-organisationen) hade störst intresse av att försvaga den svenska flottan, som eskorterade tyska malmtransporter genom svenska vatten.
Tre dagar tidigare hade det inträffat en explosion i örlogshamnen vid Skatudden i Helsingfors, där fyra tyska minsvepare blev förstörda och alla i besättningarna avled. Orsaken till explosionen är oklar.

## De omkomna

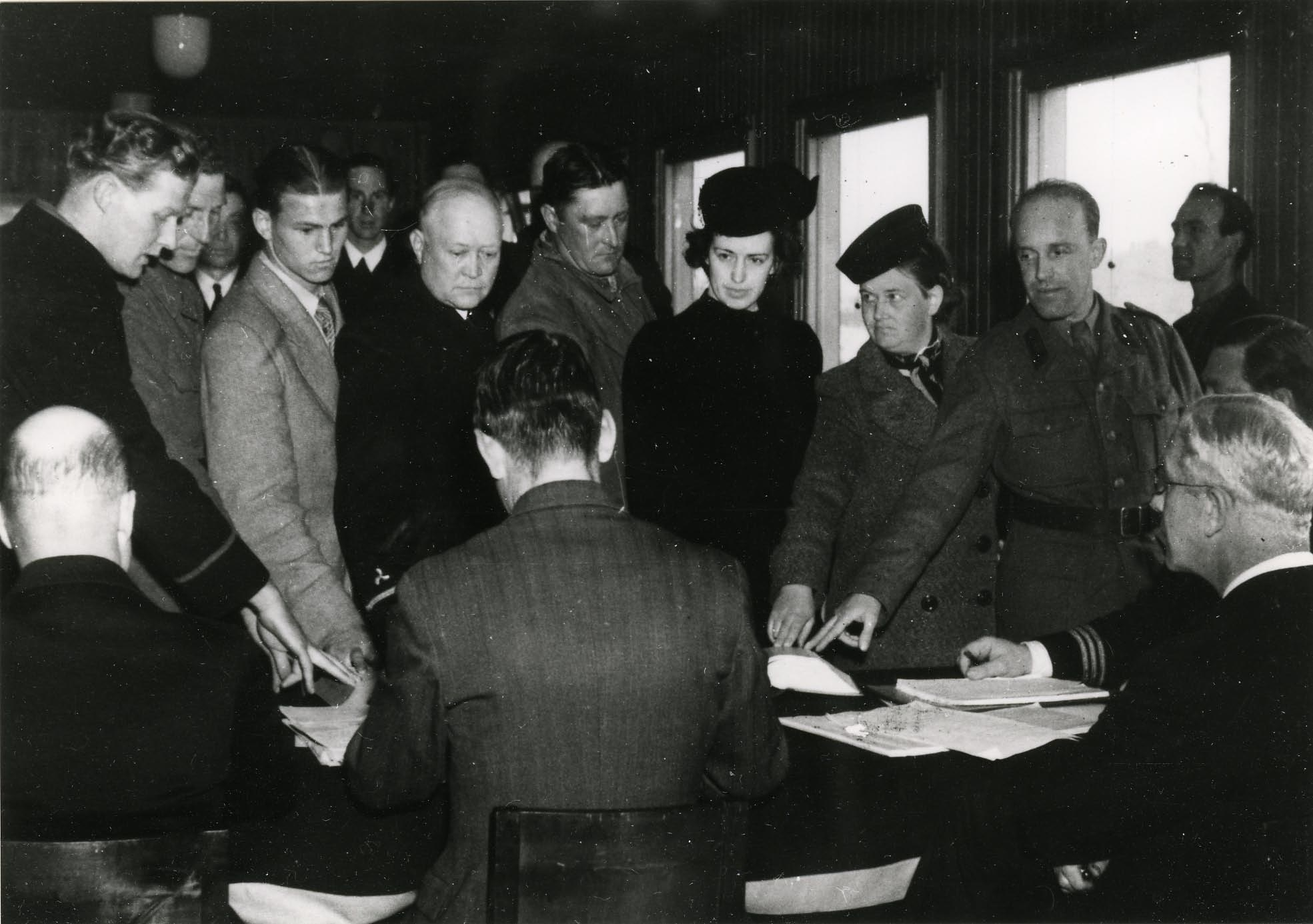
Vittnen avlägger vittnesed inför den efterföljande fältkrigsrätten i maj 1944.

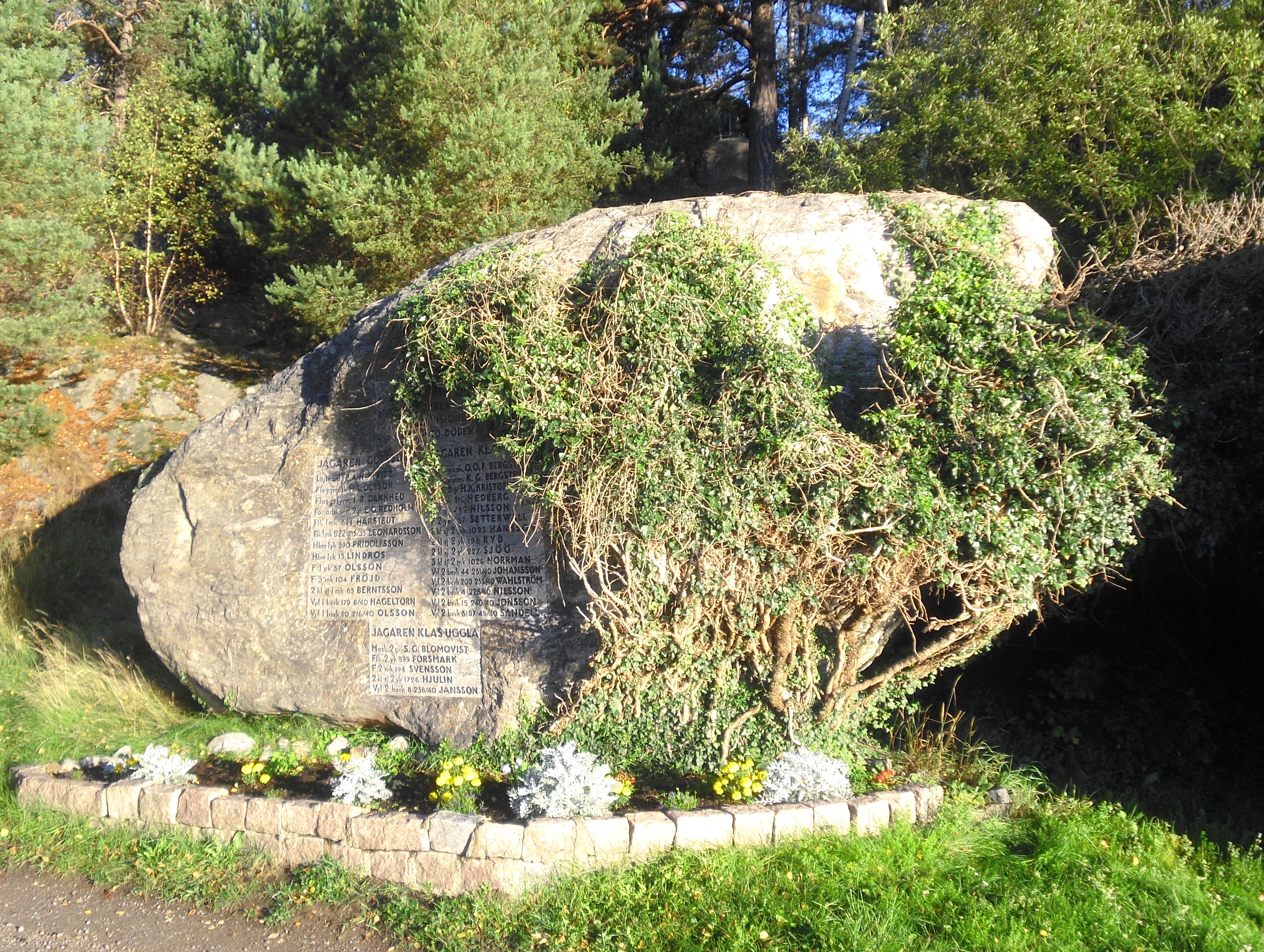
Minnesstenen på Märsgarn står intill den plats där de tre jagarna sprängdes.

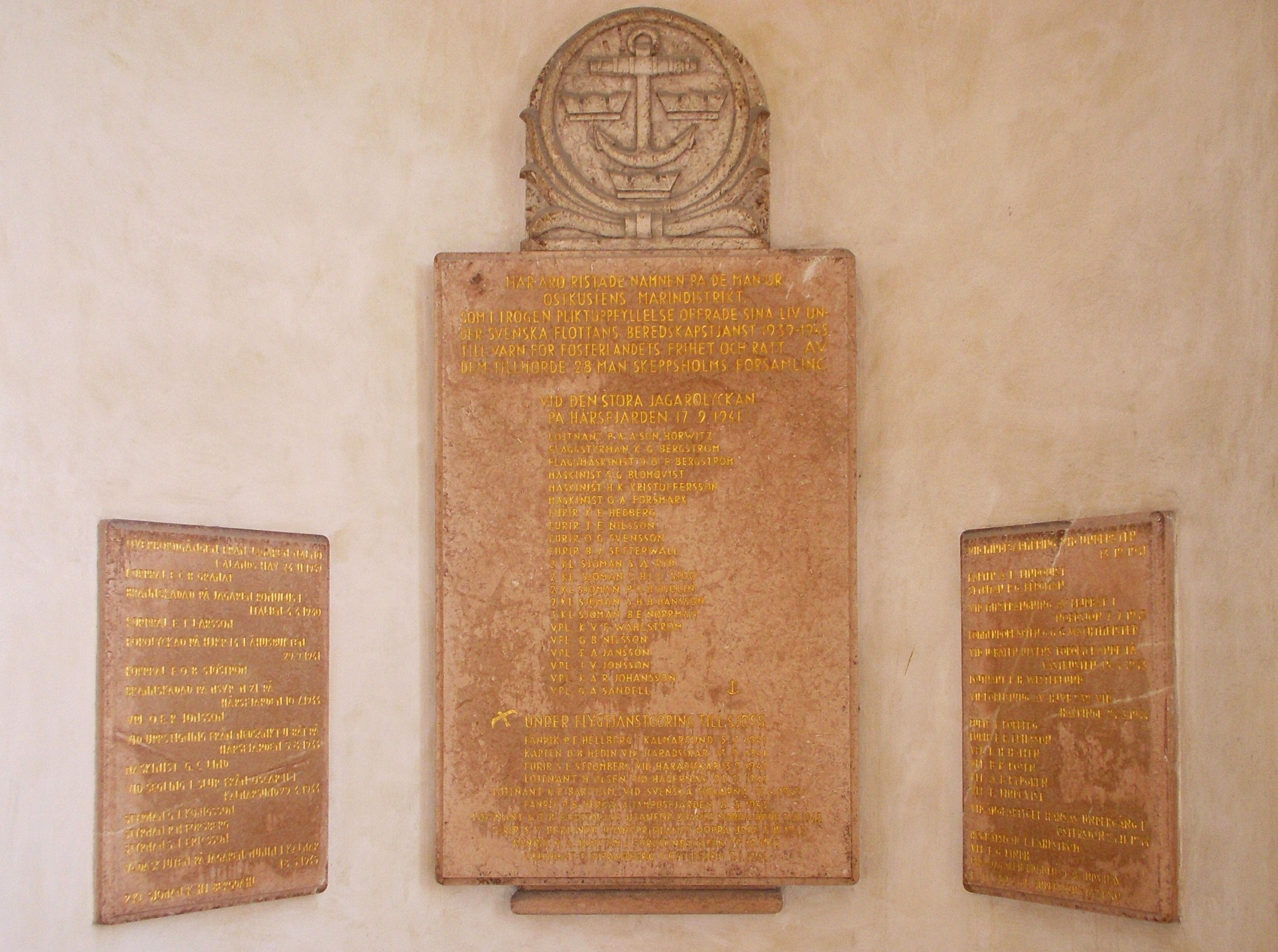
Minnestavla i Skeppsholmskyrkan, Stockholm.

På Märsgarn finns idag en stor minnessten med namn och grad på de 33 omkomna inmejslade.

### Jagaren Göteborg
- Löjtnant P. A. Horwitz
- Flaggartilleristyrman I. R. Dannhed
- Flaggmaskinist H. L. Olsson
- Förrådskonstapel E. G. Redholm
- Flaggkorpral E. A. Härstedt
- Flaggkorpral G. T. Leonardsson
- Högbåtsman S. O. J. Fridolfsson
- Högbåtsman A. S. Lindros
- Furir G. A. V. Olsson
- Furir K. L. Fröjd
- 2kl sjöman B. A. E. Berntsson
- Vpl F. A. E. Olsson
- Vpl A: L. Hageltorn

### Jagaren Klas Horn
- Flaggartilleristyrman C. G. Bergström
- Flaggmaskinist O. F. Bergström
- Skeppsmaskinist 2 gr H. K. Kristoffersson
- Furir K. E. Hedberg
- Furir T. E. Nilsson
- Furir B. J. Settervall
- 2 kl sjöman S. H. Hansson
- 3 kl sjöman B. E. Norrman
- 2 kl sjöman S. A. Rydh
- 2 kl sjöman G. H. C: Sjöö
- Vpl K. V. F. Wahlström
- Vpl G. B. Nilsson
- Vpl J. V. Jonsson
- Vpl K. Å. R. Johansson
- Vpl G. A. Sandell

### Jagaren Klas Uggla
- Skeppsmaskinist 2 gr S. G. Blomqvist
- Flaggkorpral O. A. Forsmark
- Furir O. G. Svensson
- 2 kl sjöman P. O. H. Hjulin
- Vpl E. A. Jansson